# محافظة فو تاه
محافظة فو تاه  ( بالفيتنامية : Phú Thọ ) هي إحدى محافظات فيتنام. وتقع في شمال شرق.

## أعلام
- ها دوك تشين